# Siphonops
Siphonops es un género de anfibios gimnofiones de la familia Siphonopidae.
Las especies adscritas a este género habitan al este de los Andes, y son estas 5:
- Siphonops annulatus (Mikan, 1820): culebrita tapiera o cecilia anulada
- Siphonops hardyi Boulenger, 1888
- Siphonops insulanus Ihering, 1911
- Siphonops leucoderus Taylor, 1968
- Siphonops paulensis Boettger, 1892: cutuchi